# Marcus Curtius se précipite dans le gouffre
Marcus Curtius se précipite dans le gouffre est une gravure sur cuivre au burin réalisée par Georges Reverdy. Il existe des exemplaires à Londres, New York, au Vatican et à Paris à la BnF au département des estampes. Elle mesure 193 mm de diamètre.

## Description
Marcus Curtius sur le dos d'un cheval, et précipice ce dernier et lui-même dans un gouffre, avec dans sa main une épée qui brandie contre le cheval, dans un contexte a priori de sacrifice. Autour de la scène plusieurs personnes assistent au spectacle. 